# Geoffroy à la Grand Dent
Geoffroy à la Grand Dent, le plus connu des fils de la fée Mélusine, est un personnage de la littérature française et du folklore poitevin.

## Historique
Inspiré de deux personnages historiques, Geoffroy Ier de Lusignan, chef de fait du lignage de Lusignan à la fin du XIIe siècle et célèbre pour ses exploits lors de la troisième croisade,, ainsi que son fils Geoffroy II de Lusignan, dont l’histoire a surtout retenu son long conflit avec l’abbaye de Maillezais, Geoffroy à la Grand Dent apparaît à la fin du XIVe siècle, sous la plume de Jean d'Arras, puis de Coudrette.
Véritable « double de la fée » dans les deux romans que ces auteurs consacrent à l’histoire de la fée Mélusine, Geoffroy à la Grand Dent obtient même son propre roman, au début du XVIe siècle, quand un éditeur décide de scinder en deux l’œuvre de Jean d’Arras : désormais, l’histoire circulera en deux livres distincts : le roman de Mélusine (version abrégée) et le roman de Geoffroy à la Grand Dent,. 
François Rabelais place Geoffroy au nombre des ancêtres de Pantagruel en 1532.

## Pour aller plus loin